# Narcolepsie
Narcolepsia este o tulburare de somn cronică, sau disomnie, caracterizată prin somnolență excesivă în timpul zilei (EDS), în care o persoană experimentează oboseală extremă și, eventual, adoarme la momente nepotrivite, cum ar fi la locul de muncă sau la școală. 
Narcolepticii de obicei au somnul nocturn deranjat și un model anormal de somn în timpul zilei, care adesea este confundat cu insomnie. Atunci când un narcoleptic adoarme, experimentează în general etapa REM a somnului după aproximativ 10 minute; în timp ce majoritatea oamenilor experimentează faza REM numai după 90 de minute. 
O altă problemă pe care o experimentează narcolepticii este cataplexia, o slăbiciune musculară bruscă provocată de emoții puternice (deși mulți oameni au experiențe de cataplexie, fără a avea un declanșator emoțional). De multe ori se manifestă ca slăbiciune musculară variind de la o slăbire abia perceptibilă a mușchilor faciali la cădere a maxilarului sau capului, slăbiciune a genunchilor, sau un colaps total. Vorbirea, de obicei, este neclară și vederea este afectată (vedere dublă, incapacitatea de a se concentra), dar auzul și conștientizarea rămân normale. În unele cazuri rare, corpul unui individ devine paralizat și mușchii devin rigizi.
Narcolepsia este o tulburare neurologică de somn. Aceasta nu este cauzată de boli psihice sau probleme psihologice. Aceasta este cel mai probabil produsă de o serie de anomalii genetice care afectează factorii specifici biologici în creier, combinat cu un declanșator din mediu în timpul dezvoltării creierului, cum ar fi un virus. Termenul derivă din cuvântul francez narcolepsie creat de medicul francez Jean-Baptiste-Edouard Gélineau prin combinarea cuvintelor din greacă νάρκη (narkē, „amorțeală” sau „stupoarea”) și λῆψις (lepsis), „atac” sau „sechestru”.